# Crocin
Crocina es un compuesto químico natural de carotenoides que se encuentra en la flor de especies de crocus y gardenia. Es el diéster formado a partir del disacárido gentiobiosa y el ácido dicarboxílico crocetina. Tiene un color rojo intenso y forma cristales con un punto de fusión de 186 °C. Cuando se disuelve en agua, forma una solución de color naranja.
Crocina es el ingrediente químico principal responsable del color del azafrán. 

## Efectos fisiológicos
Crocina ha demostrado que es un potente antioxidante neuronal. También se ha demostrado que tienen una acción antiproliferativa contra las células cancerosas in vitro. La evidencia limitada sugiere unas posibles propiedades antidepresivas de la crocina en ratones y los seres humanos. Un estudio reporta propiedades afrodisíacas en ratas macho a dosis muy altas.